# Trizac
Trizac é uma comuna francesa na região administrativa de Auvérnia-Ródano-Alpes, no departamento de Cantal. Estende-se por uma área de 44,35 km². Em 2010 a comuna tinha 516 habitantes (densidade: 11,6 hab./km²).